# Donald Haines
Donald F. Haines (* 9. April 1918 oder 9. Mai 1919 in Seward County, Nebraska; † vermutlich Februar 1943) war ein US-amerikanischer Schauspieler, der hauptsächlich als Kinderdarsteller tätig war und vor allem durch seine Auftritte in der Filmreihe Die kleinen Strolche bekannt wurde.

## Leben
Der im Jahr 1918 in Nebraska geborene Haines begann seine Karriere als Schauspieler im Alter von zehn bzw. elf Jahren, als er im Jahr 1928 in die Produktion von verschiedenen Smitty-Kurzfilmen geholt wurde. Dabei war er bis 1929 in insgesamt zehn Verfilmungen der Smitty-Comics zu sehen und kam nur kurz darauf in den Cast der kleinen Strolche, bei denen er in einigen Episoden bzw. Kurzfilmen zum Einsatz kam. Sein Debüt gab er dabei in Shivering Shakespeare und agierte danach bereits bei seinem zweiten Einsatz in The First Seven Years neben Jackie Cooper in einer der Hauptrollen. Bis einschließlich 1933 gehörte er dem Cast der heute noch bekannten Die-kleinen-Strolche-Filme an, wurde aber bereits im Jahr 1931 von Paramount Pictures abgeworben, die den Jungstar für den Film Skippy unter Vertrag nahmen. Auch dort kam er an der Seite von Jackie Cooper zum Einsatz. Seine letzte Rolle in Die kleinen Strolche hatte Haines schließlich im 1933 produzierten Film Fish Hooky. Danach folgten Engagements in verschiedenen Kurzfilmen, aber mitunter auch in größeren Filmproduktionen. Noch im Jahr 1933 war er im Kurzfilm Flirting in the Park zu sehen, gefolgt von Auftritten in die Die Jungen aus der Paulsgasse, Little Man, What Now?, Manhattan Melodrama, I’ll Fix It, Peck’s Bad Boy und Now I’ll Tell im Jahr 1934.
Mit Manhattan Melodrama (in der Hauptrolle unter anderem mit Clark Gable) spielte er in einem Film mit, der in weiterer Folge bei der Oscarverleihung 1935 mit dem Oscar für die beste Originalgeschichte ausgezeichnet wurde. Auch im Jahr 1935 kam der junge Donald Haines in verschiedenen Filmproduktionen zum Einsatz und war dabei unter anderem in Filmen wie Straight from the Heart, Fräulein Wirbelwind, Ginger, The Nitwits, His Night Out, Annie Oakley und Flucht aus Paris zu sehen. Letzterer Film wurde bei der Oscarverleihung 1937 gar in zwei Kategorien (Bester Film und Bester Schnitt) nominiert, konnte am Ende allerdings keine der beiden Auszeichnungen gewinnen. 1936 folgte Engagements für weitere Filme wie Der letzte Gangster, Liebe vor dem Frühstück, Der kleine Lord, Little Miss Nobody und Bunker Bean und auch im darauffolgenden Jahr 1937 wurde Haines in verschiedenen Filmen eingesetzt. Darunter fallen unter anderem Two Wise Maids, Rhythm in the Clouds, Super-Sleuth, The Boss Didn’t Say Good Morning und Love and Hisses gefolgt von vier Filmen im Jahr 1938.
In diesem Jahr war er neben Entführt, Three Comrades und Down on the Farm auch im Film Teufelskerle zu sehen, der im Jahr darauf bei der Oscarverleihung 1939 in den Kategorien „Beste Originalgeschichte“ und „Bester Hauptdarsteller“ (für Spencer Tracy) ausgezeichnet und in drei weiteren Kategorien nominiert wurde. Nach einem eher ruhig verlaufenden Jahr 1939, in dem er in lediglich zwei Produktionen (Sergeant Madden und Never Say Die) zu sehen warm, folgten ab dem Jahr 1940 wieder eine Reihe von Filmproduktionen. So wurde Haines an der Seite anderer Schauspieler wie Hally Chester, Harris Berger oder Frankie Burke in den Cast des Films East Side Kids geholt. Durch den finanziellen Erfolg des gleichnamigen Films entstand vor allem durch den Regisseur und Produzenten Sam Katzman mit den „East Side Kids“ eine Gruppe von Charakteren, die vor allem in den Jahren 1940 bis 1945 in einer Serie von Filmen zu sehen war und denen kurzzeitig auch Donald Haines angehörte. Dabei mimte er unter anderem die beiden Charaktere Pee Wee und Skinny. Als Pee Wee war er unter anderem in East Side Kids und ein Jahr später in Boys of the City zu sehen und wurde danach durch David Gorcey abgelöst, der die Rolle übernahm. Als Skinny spielte er in den Jahren 1940 und 1941 mit That Gang of Mine, Pride of the Bowery, Flying Wild, Bowery Blitzkrieg und Spooks Run Wild in gleich fünf Filmen mit, in denen er ein und dieselbe Rolle innehatte. Daneben war er auch noch in anderen Filmproduktionen zu sehen.
Am 10. Dezember 1941, nur drei Tage nach dem Angriff auf Pearl Harbor, wurde Haines als Kadett der Luftfahrt in die United States Army Air Forces einberufen, um im Zweiten Weltkrieg zu dienen. Dem Nachfolgeverband des im Juni 1941 aufgelösten United States Army Air Corps gehörte er schließlich bis zu seinem vermuteten Tod im Februar 1943 an. Für Haines gilt wie für viele im Krieg verschollene Soldaten der Status Missing in Action; laut einer anderen Quelle trägt er den Status Killed in Action. Zum Zeitpunkt seines Verschwindens hatte er den Rang eines First Lieutenant inne. Die National Archives and Records Administration (NARA) mit Sitz in Washington, D.C. listet Donald Haines, der neben seiner Zeit als Schauspieler vier Jahre lang auf eine High School ging, ebenfalls in ihrem Army-Verzeichnis auf. Allerdings gibt es Differenzen bei seiner Army Serial Number, die in verschiedenen Berichten zwischen den Zahlen 19063043 und O-726229 variiert.

## Filmografie
- 1928: No Picnic
- 1928: No Sale Smitty
- 1928: Camping Out
- 1929: No Vacation
- 1929: Circus Time
- 1929: No Children
- 1929: Watch My Smoke
- 1929: Tomato Omelette
- 1929: Puckered Success
- 1929: Uncle’s Visit
- 1930: Shivering Shakespeare
- 1930: The First Seven Years
- 1930: Teacher’s Pet
- 1930: School’s Out
- 1931: Helping Grandma
- 1931: Love Business
- 1931: Hot Wires
- 1931: Little Daddy
- 1931: Skippy
- 1931: Bargain Day
- 1931: Big Ears
- 1932: Readin’ and Writin'
- 1932: Free Eats
- 1932: Choo-Choo!
- 1932: When a Fellow Needs a Friend
- 1932: Birthday Blues
- 1932: A Lad an’ a Lamp
- 1933: Fish Hooky
- 1933: Flirting in the Park
- 1934: Radio Dough
- 1934: Die Jungen aus der Paulsgasse (No Greater Glory)
- 1934: Little Man, What Now?
- 1934: Manhattan Melodrama
00000(Mord in Manhattan; Titel in Österreich)
- 1934: Now I’ll Tell
- 1934: Peck’s Bad Boy
- 1934: I’ll Fix It
- 1935: Straight from the Heart
- 1935: Fräulein Wirbelwind (Vagabond Lady)
- 1935: Ginger
- 1935: The Nitwits
- 1935: His Night Out
- 1935: Annie Oakley
- 1935: Flucht aus Paris (A Tale of Two Cities)
- 1936: Exclusive Story (Exclusive Story)
- 1936: Liebe vor dem Frühstück (Love Before Breakfast)
- 1936: Der kleine Lord (Little Lord Fauntleroy)
- 1936: Little Miss Nobody
- 1936: Bunker Bean
- 1937: Two Wise Maids
- 1937: Rhythm in the Clouds
- 1937: Super-Sleuth
- 1937: The Boss Didn’t Say Good Morning
- 1937: Love and Hisses
- 1938: Entführt (Kidnapped)
- 1938: Three Comrades
- 1938: Teufelskerle (Boys Town)
00000(Jugend am Abgrund; Titel in Österreich)
- 1938: Down on the Farm
- 1939: Sergeant Madden
- 1939: Never Say Die
- 1940: East Side Kids
- 1940: Seventeen
- 1940: The Return of Wild Bill
- 1940: Boys of the City
- 1940: That Gang of Mine
- 1940: Fugitive from a Prison Camp
- 1940: Melody Ranch
- 1940: Pride of the Bowery
- 1941: Flying Wild
- 1941: Bowery Blitzkrieg
- 1941: Spooks Run Wild
- 1941: Military Training